# Trichosia dolioflagellomera
Trichosia dolioflagellomera är en tvåvingeart som beskrevs av Shah Mashood Alam och Gupta 1993. Trichosia dolioflagellomera ingår i släktet Trichosia och familjen sorgmyggor. Inga underarter finns listade i Catalogue of Life.